# 魁生真里
魁生 真里（かいしょう まり）は、元NHK徳島放送局の契約キャスター。兵庫県生まれ。東京都育ち。

## 人物
- 両親は共に徳島県出身。
- 趣味はパイプオルガンと、小学校のときに習っていたサッカーをすることと観戦すること。

## 過去の出演番組
NHK徳島放送局
- ニュースとくしま610